# Álvaro Flórez Estrada

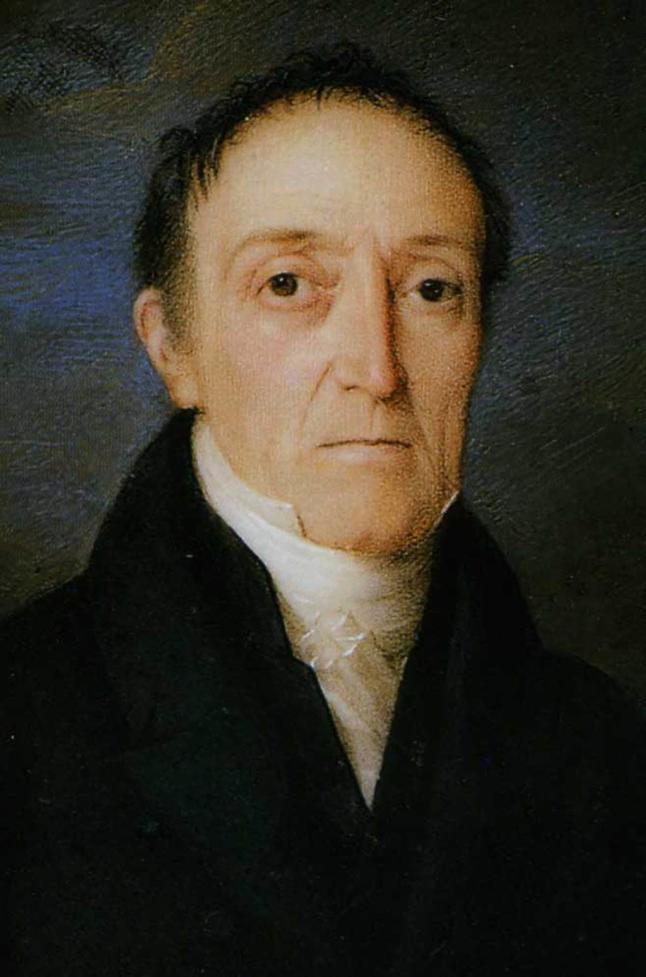
Álvaro Flórez Estrada

Don Álvaro Flórez Estrada, född 1769, död 1853, var en spansk nationalekonom och politiker.
Flórez Estrada blev 1808 generalprokurator i provinsen Asturien. Han uppträdde som politisk skriftställare mot Napoleon och försvarade sedermera i skriften Representación á Fernando VII (1818), vilken översattes till nästan alla europeiska språk, spanska folkets rättigheter mot Ferdinand VII samt redigerade sedan 1820 det i Cádiz utkommande oppositionsbladet El tribuno del pueblo. Vid restaurationen 1823 måste han utvandra till Frankrike, där han under titeln Elementos de economia politica (1841) utgav ett sammandrag av sitt berömda arbete Curso de economia politica (5:e upplagan 1843, fransk översättning i 3 band, 1833).